# Vĩnh Viễn A
Vĩnh Viễn A là xã thuộc huyện Long Mỹ, tỉnh Hậu Giang, Việt Nam.

## Địa lý
Xã Vĩnh Viễn A nằm ở phía tây huyện Long Mỹ, có vị trí địa lý:
- Phía đông giáp thị trấn Vĩnh Viễn
- Phía nam giáp tỉnh Kiên Giang và xã Lương Nghĩa
- Phía tây và tây nam giáp tỉnh Kiên Giang
- Phía bắc giáp thành phố Vị Thanh.

Xã Vĩnh Viễn A có diện tích 27,96 km², dân số năm 2019 là 6.894 người, mật độ dân số đạt 247 người/km².

## Lịch sử
Năm 1979, một phần diện tích và dân số của xã Vĩnh Viễn được tách ra để thành lập xã Vĩnh Lập.
Năm 1994, toàn bộ diện tích và dân số của xã Vĩnh Lập được sáp nhập vào xã Vĩnh Viễn.
Năm 2007, xã Vĩnh Lập được tái lập với tên mới là Vĩnh Viễn A.

## Hành chính
Xã Vĩnh Viễn A được chia thành 5 ấp: 6, 7, 8, 9, 10.